# Joseph van Marcke
Pour les articles homonymes, voir Van Marcke.
Antoine Joseph Gustave van Marcke de Lummen, dit Joseph van Marcke, né le 25 octobre 1806 à Bruxelles et mort le 19 mars 1885 à Liège, est un dessinateur, artiste peintre, peintre décorateur et photographe belge.

## Biographie
Antoine Joseph Gustave van Marcke naît le 25 octobre 1806 à Bruxelles, fils de Charles Emmanuel Clément van Marcke de Lummen (1773-1830) et Anne Catherine Vandenplas (1775-1849),.
Dessinateur, artiste peintre, peintre décorateur puis photographe,,,, il se forme et commence à travailler dans l'atelier de décoration sur porcelaine de son père,,, où il s'occupe « de l'ornementation de certaines pièces ».

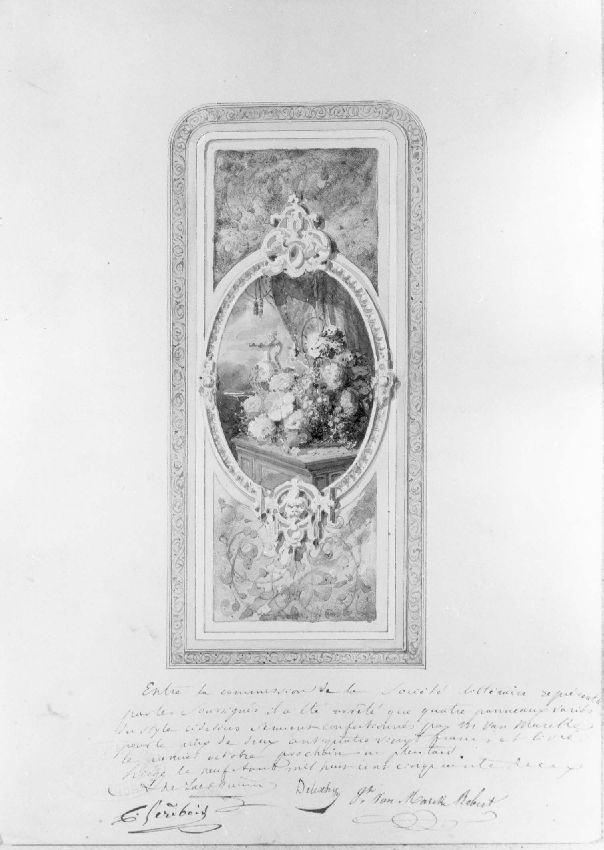
Projet de décoration pour la Société littéraire de Liège, 1852 (dessin et aquarelle ; ; photographie de 1981 du KIK-IRPA), Liège, musée de la Vie wallonne.

Par après, il collabore habituellement avec son frère Jean-Baptiste van Marcke, dit Jules Van Marcke, « à la décoration d'hôtels particuliers et d'édifices publics liégeois ». Il travaille aussi souvent avec son frère Édouard van Marcke,. Dans les projets de décoration qu'il réalise avec ce dernier, le travail de chaque frère est souvent difficile à distinguer « tant l'unité est grande dans la conception et le coloris ».
À la suite du décès de son frère Jules en 1849, il épouse sa veuve, l'artiste peintre Julie Palmyre Robert (1802-1875), en 1850,,,. En 1852, il réalise quatre panneaux décoratifs pour la Société littéraire de Liège,, qui sont détruits lors d'un incendie en 1859,,. Il réalise aussi plusieurs dessins à l'aquarelle et se centre sur la photographie entre 1865 et 1873,,,,. Il ouvre avec son frère Xavier un studio de photographie au no 25 du boulevard d'Avroy en avril 1865. Ce studio fonctionne deux années puis Joseph poursuit seul, déplaçant son studio au no 31 du même boulevard, jusqu'en 1873, moment où il se focalise sur son activité d'artiste peintre,.
Guy Vandeloise remarque que le projet des panneaux réalisé pour la Société littéraire de Liège, qui est conservé au musée de la Vie wallonne, présente « une fraîcheur de teintes tout à fait étonnante : surtout la nature morte se trouvant dans le médaillon centrale ». Il pointe également « la modernité du travail, les ombres étant indiquées par la seule accentuation de la couleur tandis que le volume est rendu par l'emploi d'une autre couleur, le plus souvent du rouge carmin ». 
Joseph van Marcke décède le 19 mars 1885 à Liège,,, « après une très courte maladie ».

## Expositions
- 1964 : Dessins et peintures des van Marcke, musée de la Vie wallonne, Liège[19].
- 2001-2002 : Vers la modernité : le XIXe siècle au pays de Liège, du 5 octobre 2001 au 20 janvier 2002, musée de l'Art wallon et salle Saint-Georges, Liège (une photographie format carte de visite de l'épouse de l'artiste, Julie Palmyre Robert, est exposée)[20].

## Réception critique
« Les quelques pièces que nous pouvons attribuer à cet artiste nous font regretter, tant elles sont intéressantes, le peu de choses que nos collections publiques [liégeoises] possèdent de son œuvre. »

— Guy Vandeloise